# Slaget om Nederländerna
Slaget om Nederländerna (nederländska: Slag om Nederland) var en del av Fall Gelb, den tyska invasionen av Beneluxländerna och Frankrike under andra världskriget. Slaget varade mellan den 10 maj 1940 till den nederländska arméns kapitulation den 14 maj. Nederländska trupper i provinsen Zeeland fortsatte att strida mot Wehrmacht till den 17 maj då Tyskland slutförde sin ockupation av hela nationen.
Under slaget användes för första gången fallskärmsjägare för att ockupera viktiga mål för att understödja marktrupper. Det tyska Luftwaffe utnyttjade fallskärmsjägare i erövringen av flera stora flygfält i Nederländerna i och runt viktiga städer som Rotterdam och Haag för att snabbt kunna invadera nationen och immobilisera de nederländska styrkorna.
Slaget slutade strax efter den förödande bombningen av Rotterdam av Luftwaffe och det efterföljande hotet av tyskarna att bomba andra stora nederländska städer, ifall de nederländska styrkorna vägrade att kapitulera. Den nederländska generalstaben visste att de inte kunde stoppa bombplanen och kapitulerade för att förhindra andra städer från att lida samma öde. Nederländerna förblev under tysk ockupation fram till 1945, då nationen befriades av de allierades arméer.